# رودخانه فالو
رودخانه فالو (به سوئدی:Faluån) رودی در کشور سوئد است.

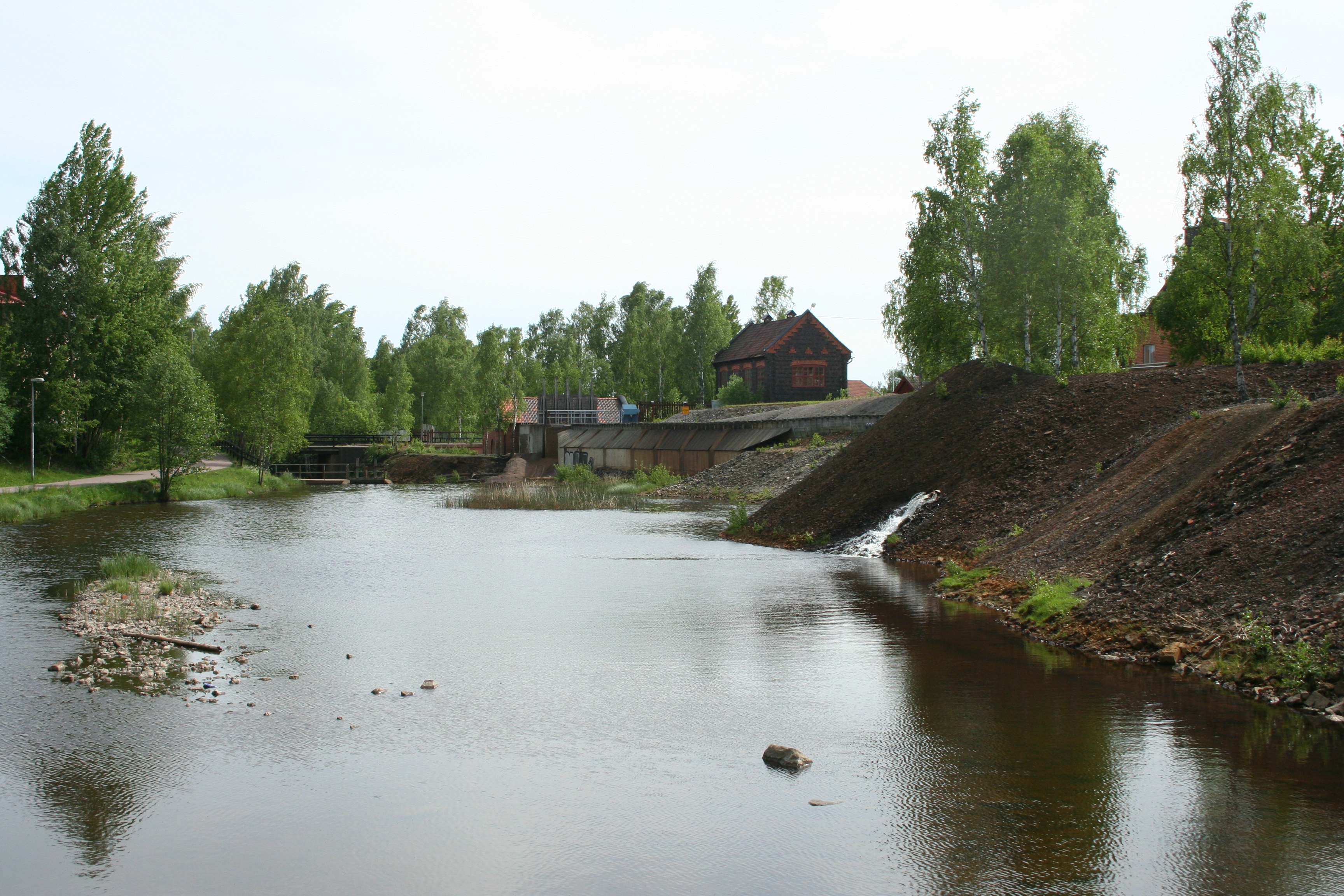
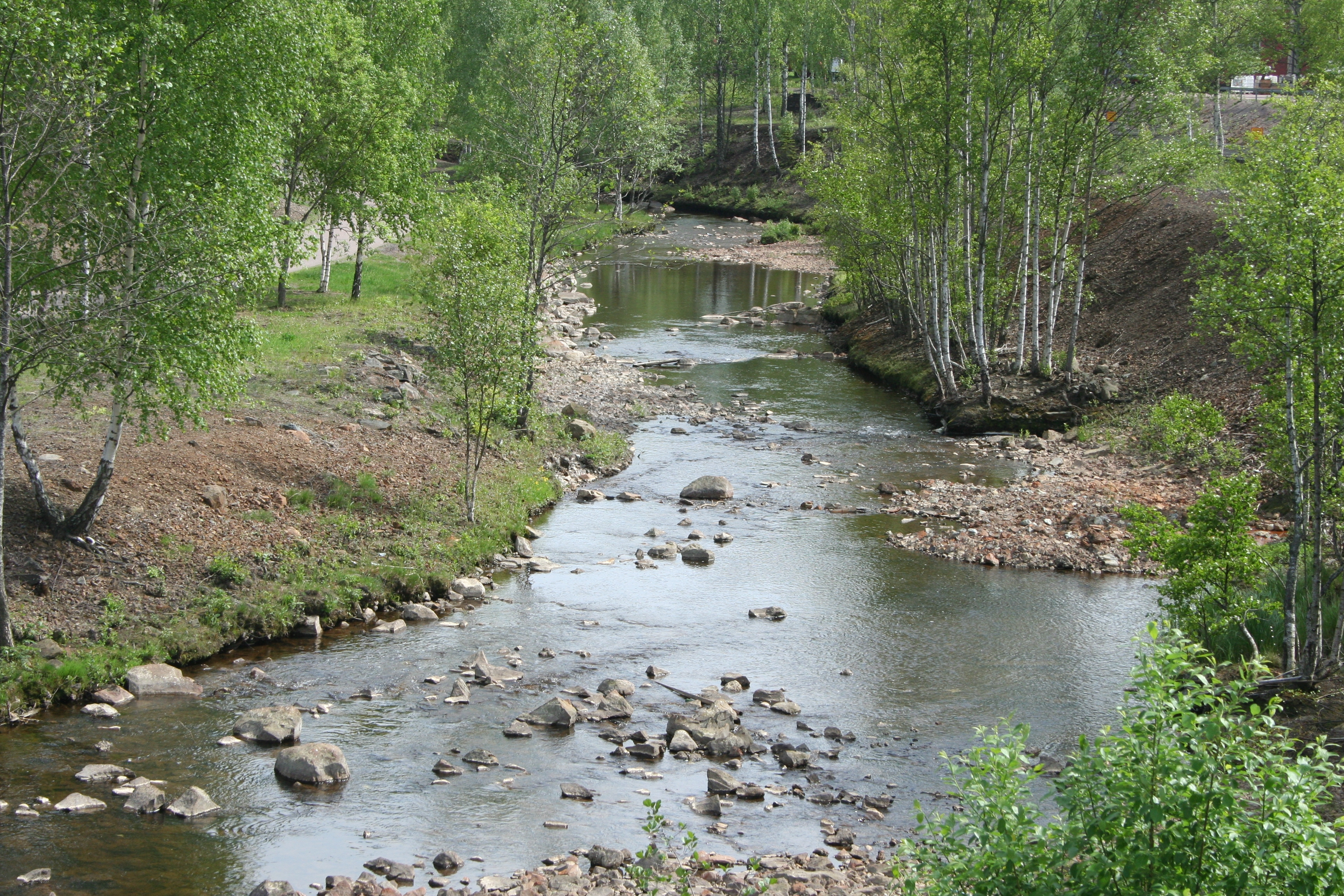
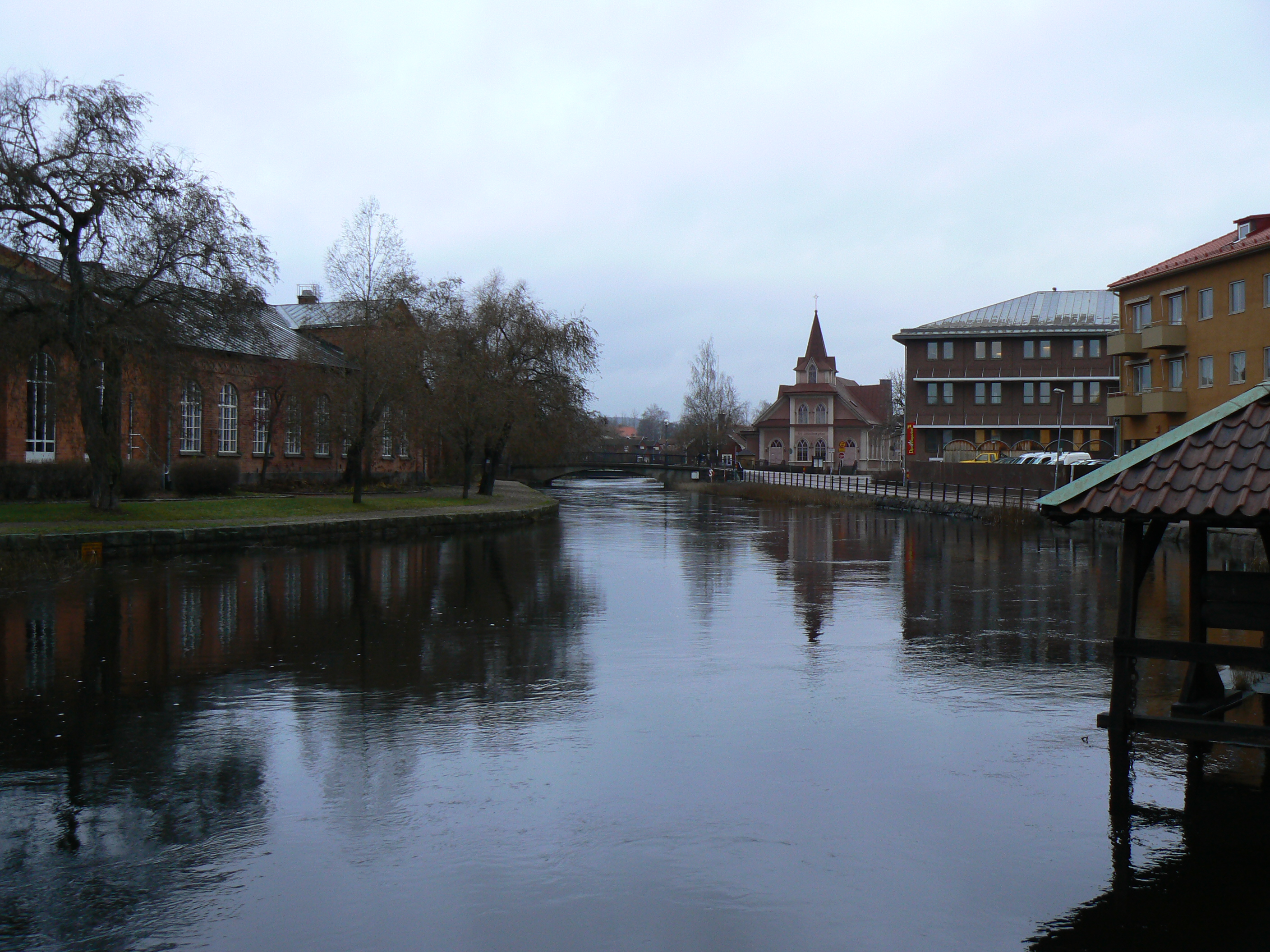